# Clasificación de los superconductores

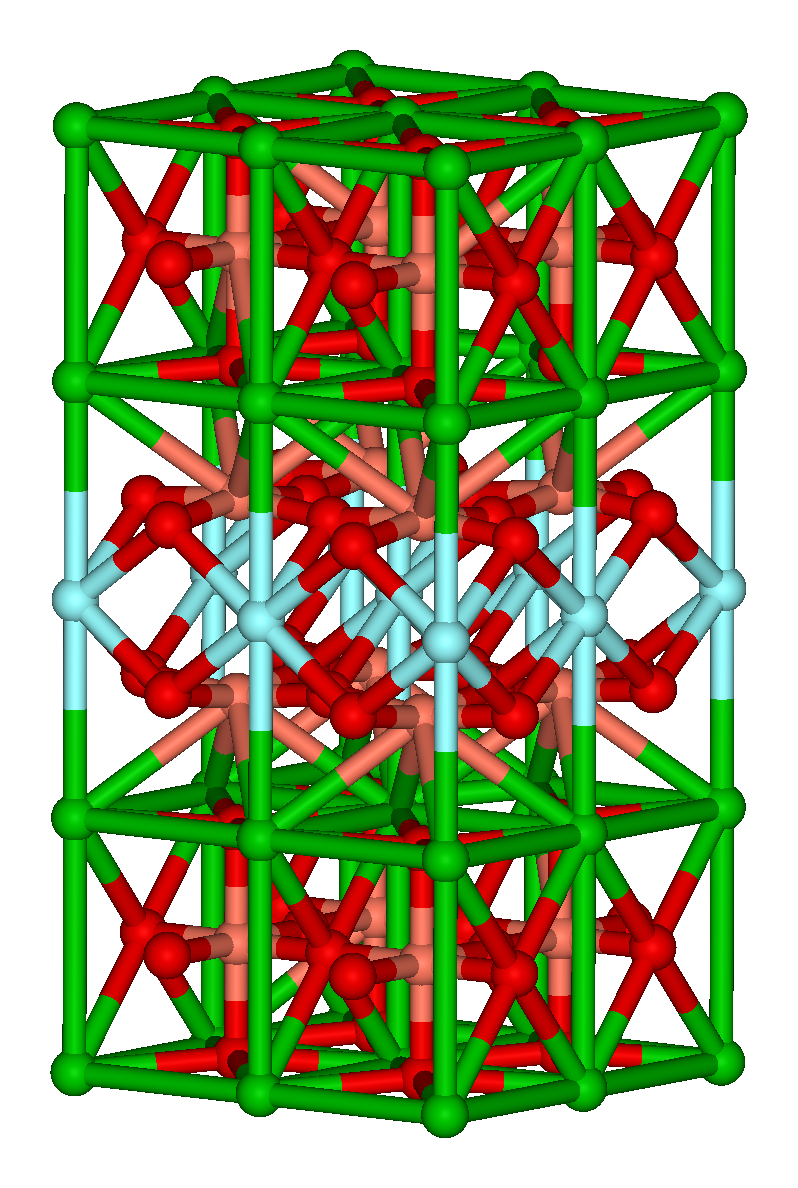
Estructura de la cerámica de óxido de itrio, bario y cobre, más conocida como YBCO, un ejemplo de superconductor de tipo II, no convencional y de alta temperatura.

Los superconductores se suelen clasificar atendiendo a distintos criterios, que pueden estar relacionados con su comportamiento físico, la comprensión que tenemos de ellos, el coste económico para utilizarlos o el material de que están hechos.

## Por su comportamiento físico
- Superconductores de tipo I: son los que tienen un único campo magnético crítico Hc, y una única temperatura crítica Tc, y pasan bruscamente del estado superconductor al normal al sobrepasar alguno de estos dos valores.

- Superconductores de tipo II: son aquellos en los que se pueden considerar dos temperaturas críticas Tc1 y Tc2 y dos campos magnéticos críticos, Hc1 y Hc2, estando plenamente en el estado superconductor para un campo magnético externo por debajo de Hc1 y en el estado normal por encima de Hc2, hallándose en un estado mixto cuando el campo magnético se halla entre ambos.

Este criterio se debe al físico Alekséi Abrikósov y fue propuesto en 1957. De forma más rigurosa se emplea el parámetro de Ginzburg-Landau, de modo que
- si {\displaystyle \kappa <1/{\sqrt {2}}} (especialmente, si {\displaystyle \kappa \ll 1}) entonces la energía superficial del superconductor es positiva y se trata de un superconductor de tipo I,
- si {\displaystyle \kappa >1/{\sqrt {2}}} (especialmente, si {\displaystyle \kappa \gg 1}) entonces la energía superficial del superconductor es negativa y se trata de un superconductor de tipo II

## Por la teoría que los explica

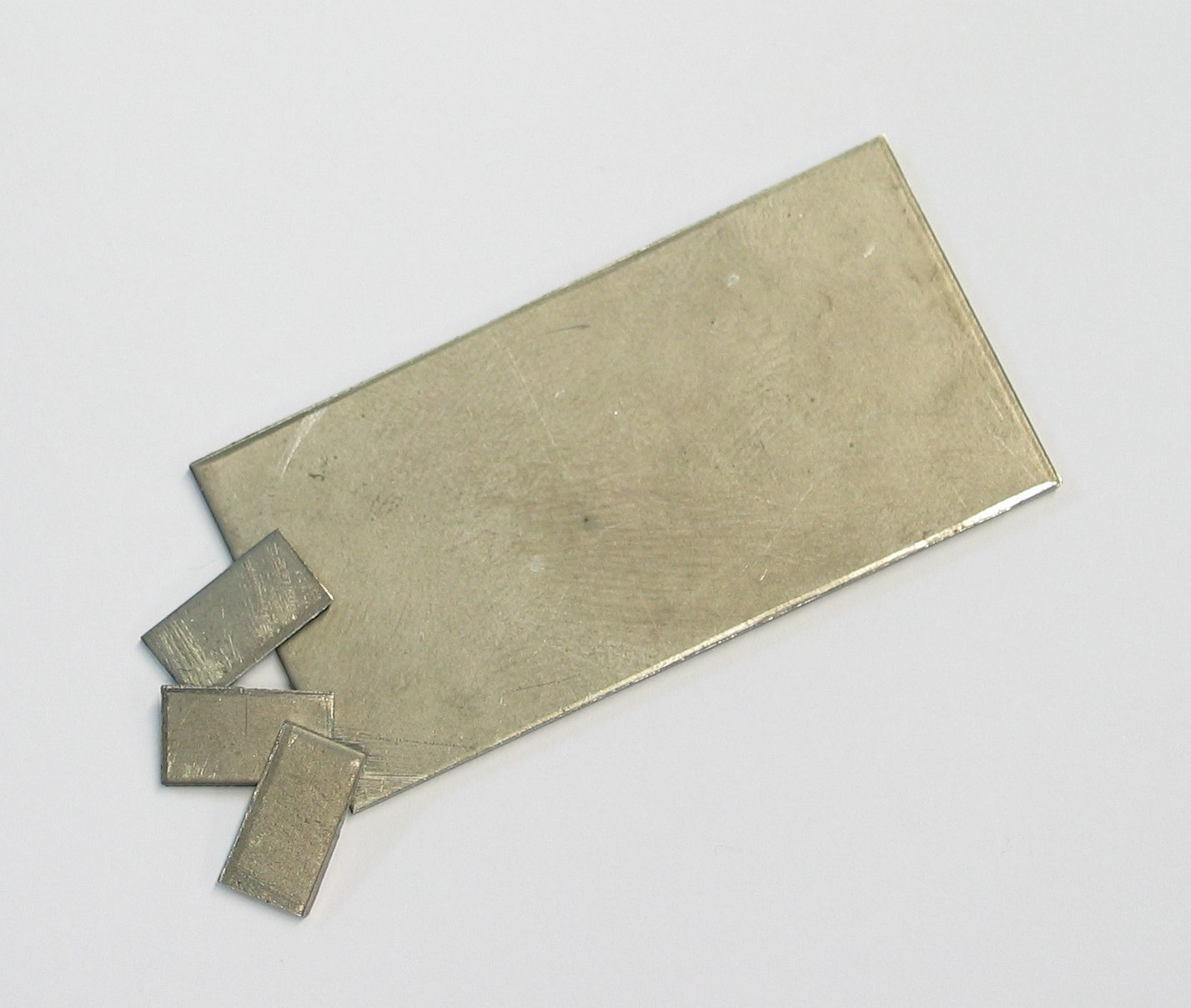
Láminas de niobio de 1 mm de espesor. El niobio es un elemento puro superconductor de baja temperatura: son los que se pueden explicar mediante la teoría BCS o sus derivados (lo que significa que los pares de Cooper se forman debido a la interacción electrón-fonón).

- Superconductores convencionales: se pueden explicar mediante la teoría BCS o sus derivados (lo que significa que los pares de Cooper se forman debido a la interacción electrón-fonón).

- Superconductores no convencionales: no se pueden explicar mediante dichas teorías (es decir, los pares de Cooper no se forman únicamente por la interacción electrón-fonón, y además intervienen procesos magnéticos que complican el problema).

La importancia de este criterio de clasificación se basa en que existe una teoría, la teoría BCS, que explica con éxito las propiedades de los superconductores convencionales desde 1957, mientras que no hay aún una teoría satisfactoria para los superconductores no convencionales. Para estudiar los superconductores no convencionales se suele emplear la teoría Ginzburg-Landau, que sin embargo es una teoría macroscópica (es decir, no explica las propiedades a partir de primeros principios como sí hace la teoría BCS, que es una teoría microscópica). El estudio riguroso de los superconductores no convencionales es un problema no resuelto en física.
En la mayoría de los casos, los convencionales son a su vez superconductores de tipo I, pero hay algunas excepciones, como por ejemplo el niobio o el diboruro de magnesio, que son convencionales y de tipo II.

## Por su temperatura crítica
- Superconductores de baja temperatura: suelen llamarse así a aquellos cuya temperatura crítica está por debajo de los 77K.
- Superconductores de alta temperatura: suelen llamarse así a aquellos cuya temperatura crítica está por encima de los 77K.

La razón por la que se suele tomar dicha temperatura está en la facilidad con la que podemos enfriar el material (marcando una diferencia en el precio de los experimentos dedicados a su estudio), ya que por encima de 77K podemos utilizar métodos de enfriado de bajo coste, como el nitrógeno líquido, en lugar de otros como el helio líquido.
Por otra parte los superconductores de alta temperatura son mucho más interesantes desde el punto de vista de las aplicaciones prácticas, razón por la cual muchos centros de investigación centran sus esfuerzos en buscar y diseñar materiales que tengan una temperatura crítica un poco más alta.
En algunas ocasiones se dice que el diboruro de magnesio (cuya temperatura crítica es de 39K) es de alta temperatura, lo cual contradice el criterio aquí expuesto, y de hecho no es una afirmación muy rigurosa. La razón de ello es que su temperatura es relativamente alta comparada con los demás superconductores de su grupo, los superconductores convencionales (su temperatura crítica es un 70% más elevada que la del segundo de su grupo, el germaniuro de niobio, que tiene 23K).

## Por el material
- Elementos puros (si bien no todos los elementos puros alcanzan el estado superconductor), la mayoría de los superconductores que son elementos puros son de tipo I, con la excepción del niobio, el tecnecio, el vanadio y las estructuras de carbono que se mencionan más abajo.
- Aleaciones, como por ejemplo
  - El NbTi (niobio-titanio) cuya propiedad superconductora se descubrió en 1962.
  - El AuIn (oro-indio), un superconductor descubierto en 1997.
  - El URhGe (aleación de uranio, rodio y germanio), del cual se descubrió en 2005 que sigue siendo superconductor incluso a elevados campos magnéticos[3] (si bien su temperatura crítica es muy baja, unos 0.28K).
- Superconductores orgánicos, estructuras de carbono (concretamente fulerenos y nanotubos). Puesto que están compuestos únicamente por átomos de carbono, técnicamente se pueden considerar entre los elementos puros, pero al no ser metales se pueden poner como un grupo aparte. Nótese que otras estructuras de carbono puro como el diamante y el grafito nunca son superconductoras.
- Cerámicas entre las que tenemos
  - El grupo YBCO, conocido por sus siglas inglesas para óxidos de itrio, bario y cobre, son toda una familia de materiales muy complejos, y los superconductores de alta temperatura más conocidos (con una temperatura crítica en torno a 95K).
  - El diboruro de magnesio (MgB2), su temperatura crítica es 39K.[4]